# Dibden
Dibden est un petit village du Hampshire, en Angleterre, qui date du Moyen Âge. Il est dominé par les localités voisines de  Hythe et Dibden Purlieu. Il fait partie de la paroisse civile de Hythe et Dibden. Il se trouve à l'extrémité orientale de la New Forest, dans une vallée qui se jette dans la Southampton Water.

## Histoire

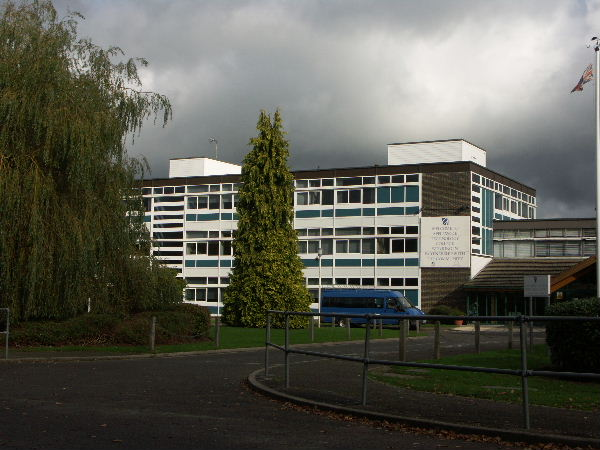
Applemore College.

Le nom Dibden vient du vieil anglais deep valley, bien que le village ne soit que légèrement plus bas que les terres environnantes. Il est répertorié dans le Domesday Book de 1086 sous le nom de Depedene et était détenu par Odo de Winchester.
Avant 1066, il était détenu par « Ketil le Steersman » au nom du roi Édouard le Confesseur. Une saline et une pêcherie se trouvaient dans le manoir
La suzeraineté de Dibden appartenait au XIIe siècle à Reynold de St. Valery, décédé en 1166, et son fils Bernard de Saint-Valery, tué lors du siège d'Acon en 1192. C'est probablement Bernard qui était le seigneur de Dibden en 1167. Descendant avec ses petites-filles à Robert comte de Dreux, il est tombé, avec le reste des biens de Saint-Valery dans les mains du Crown Estate quand il a été donné à Richard de Cornouailles dont le fils Edmond est mort en 1300, saisi d'une « redevance féodale » qui appartenait à Saint-Valery. 
Dibden fut par la suite détenu par la Couronne. Il a donc été tenu sous le règne d'Henri VII par son fils aîné Arthur Tudor.
Le domaine de Dibden a été très tôt divisé en trois parties :
Au XIIe siècle, Reynold de Saint-Valery donna un tiers du manoir à Edmund et Osbert de Dibden. Nicholas de Dibden tenait ce tiers de Dibden d'Edmund, Earl de Cornouailles en 1300. Les Dibdens ont tenu leur tiers du domaine jusqu'en 1428, quand Agnès, fille et héritière de Thomas de Dibden, en a hérité.
Il est passé à sa fille, Alice qui devint l'épouse de Richard Waller de Groombridge, décédé en 1486.
Il reste dans la famille Waller jusqu'en 1594, lorsque William Waller vend le manoir à William Webbe, déjà seigneur des deux autres manoirs de Dibden.
La partie connue sous le nom de Dibden Hanger tire son nom de la famille qui l'a reçue en premier, John atte Hanger tenant le terrain en 1276. Richard fils de Richard atte Hanger tenait ce tiers d'Edmund Earl de Cornwall en 1300. 
Son fils (et homonyme) le tenait en 1346. En 1422, ce dernier et le manoir de Dibden Poleyn étaient aux mains de John Hall qui les a accordés à cette date à John Rogers. En 1544, Sir John Rogers vendit les manoirs à William Webb, maire de Salisbury en 1523 et 1534. Son fils William Webbe mourut possédant les manoirs en 1585, laissant un fils William, qui en 1594 a acheté le manoir de "Dibden's Fee", réunissant ainsi les trois domaines.
En 1300, Walter Nott détient un tiers de Dibden d'Edmund Earl de Cornwall. 
Seize ans plus tard, John Nott le posssède. En 1360, Walter Nott, pasteur de l'église de Michelmersh, réserve un message et deux caribous à Dibden, sur une concession qu'il fit à Romsey Abbey. Après cela, le domaine est entré dans les mains de la famille qui lui a donné le nom distinctif de Dibden Poleyn. John Poleyn en est propriétire en 1369 et la famille Poleyn la tenait toujours en 1413. En 1422, le manoir échoit, avec Dibden Hanger, aux mains de John Hall, puis il suit la même descendance.
Après 1594, les trois domaines sont réunis. William Webbe en est propriétaire jusqu'à sa mort en 1627, laissant une fille unique et héritière de Rachel, épouse de Sir John Croke de Chilton. 
Leur fils  John Croke succède en 1650. La famille Harris a possédé le domaine tout au long du XVIIIe siècle.  James Harris obtient le manoir en 1756 et son fils James Harris, 1er comte de Malmesbury meurt en 1796. 
Le manoir est sorti de la famille avant le milieu du XIXe siècle. En 1862, il est vendu aux organismes de « charité de Romsey » qui possédaient le manoir au XXe siècle.
L'église de tous les saints a été construite vers 1291. Elle a été détruite lors d'un raid aérien le 20 juin 1940. Elle est restaurée et remise en service le 2 avril 1955 en utilisant une grande partie du matériel original,. Des membres de la famille Lisle, des royalistes qui ont combattu le duc de Monmouth dans la Bataille de Sedgemoor, sont enterrés dans le cimetière.
Au début du XXe siècle, Dibden se composait d'un grand nombre de fermes dispersées autour du petit groupe de bâtiments qui constitue encore le village. Comme Beaulieu à proximité , Dibden était à une époque une zone de liberté. 
La paroisse civile de Dibden a été créée en 1894. 
Le village de  Hythe a été pris de la paroisse de  Fawley et ajouté à la paroisse de Dibden en 1913. 
Depuis les années 1950, les villages de Hythe et de Dibden Purlieu ont énormément grandi et aujourd'hui, la paroisse est dominée par ces deux localités. En 1983, la paroisse a été rebaptisée Hythe et Dibden, afin de refléter l'importance de Hythe en tant que nouveau centre de la paroisse.